# Kenneth Maxwell
Kenneth R. Maxwell (nacido en 1941 es un historiador británico especializado en Iberia y América Latina. Miembro antiguo del Council on Foreign Relations, por quince años lideró su Programa de Estudios Latinoamericanos. A partir de diciembre de 2004, Maxwell es profesor visitante de la Universidad de Harvard y socio del David Rockefeller Center for Latin American Studies de la misma universidad, donde es director del Programa de Estudios Brasileños.
- Datos: Q2743288